# Alone (Modern Talking)
Alone è l'ottavo album in studio del gruppo musicale tedesco Modern Talking, pubblicato nel 1999.

## Tracce
1. You Are Not Alone – 3:41
2. Sexy Sexy Lover – 3:33
3. I Can't Give You More – 3:41
4. Just Close Your Eyes – 4:17
5. Don't Let Me Go – 3:20
6. I'm So Much in Love – 3:53
7. Rouge et Noir – 3:14
8. All I Have – 4:20
9. Can't Get Enough – 3:35
10. Love Is Like a Rainbow – 3:58
11. How You Mend a Broken Heart – 4:14
12. It Hurts So Good – 3:22
13. I'll Never Give You Up – 3:26
14. Don't Let Me Down – 3:57
15. Taxi Girl – 3:09
16. For Always and Ever – 3:22
17. Space Mix (feat. Eric Singleton) – 17:14